# Какао чай
Какао чай — традиційний напій в Домініканській республіці, який виготовляється з лушпиння плодів какао.

## Опис

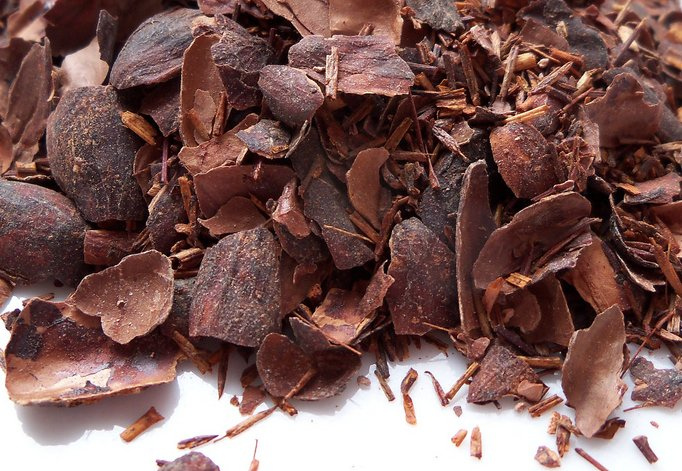

Какао-чай виготовляють із побічного продукту процесу виробництва шоколаду — какаовели, лушпиння какао-бобів, що раніше викидалося виробниками шоколаду. Після обсмажування боби провіюють, відокремлюючи зерна (використовуються в шоколаді) від лушпиння (використовуються в чаї). За ствердженням виробників, какао-чай є корисним для здоров'я завдяки вмісту магнію, заліза, цинку, вітамінів C та E.